# Soay Beag
Pour les articles homonymes, voir Soay.
Soay Beag (en écossais Sòdhaigh Beag) est une petite île inhabitée située entre Harris au sud et Lewis au nord, dans l'archipel des Hébrides extérieures, au Nord-Ouest de l'Écosse. Elle se trouve juste au nord-ouest de la plus grande île de Soay Mòr et est accessible à marée basse.

## Référence
- (en) Cet article est partiellement ou en totalité issu de l’article de Wikipédia en anglais intitulé « Soay Beag » (voir la liste des auteurs).